# Kaan Gül
Kaan Gül (* 1. Mai 1994 in Berlin) ist ein momentan vereinsloser deutsch-türkischer Fußballspieler.

## Karriere
Kaan Gül spielte in seiner Jugend für die beiden Vereine Hertha Zehlendorf sowie Türkiyemspor Berlin. Im Sommer 2013 schloss er sich dem Oberligisten BSV Hürtürkel an und war dort die nächsten zweieinhalb Jahre aktiv. Dann folgte im Januar 2016 der Wechsel zum Berliner AK 07 in die Regionalliga Nordost. Nach nur einem Pflichtspiel schloss Gül sich im folgenden Sommer dem damaligen türkischen Zweitligisten Eskişehirspor an. Nach einer langwierigen Verletzung debütierte Gül aber erst zur Saison 2018/19 für den neuen Verein. Bis zum Vertragsende im Sommer 2021 absolvierte er dort 27 Ligaspiele und war dann ein Jahr vereinslos, ehe ihn Rangers FC aus der Hong Kong Premier League verpflichtete. Aber schon sechs Monate wechselte Gül weiter zum Ligarivalen Eastern AA. Seit dem 1. Juli 2023 ist Gül vereinslos.

## Privates
Als Sohn türkischer Eltern in Berlin geboren, besuchte er dort die Eichendorf-Grundschule sowie das Schiller-Gymnasium. Anschließend studierte Gül an der Technischen Universität Berlin Wirtschaftsinformatik.